# Racconti dalla tomba
Racconti dalla tomba (Tales from the Crypt) è un film del 1972 diretto da Freddie Francis.
Il soggetto è tratto dalle riviste antologiche a fumetti Tales from the Crypt e The Vault of Horror.
I cinque episodi raccontati nel film, sono stati fonte di ispirazione per la serie televisiva I racconti della cripta.

## Trama

### Episodi

#### All Through The House
L'omicidio di un'uxoricida compiuto da un serial killer.

#### Reflection of Death
Un uomo e la sua amante hanno uno strano incidente automobilistico.

#### Poetic Justice
La vendetta di una morte ingiusta nei confronti di un avido uomo d'affari.

#### Wish You Where Here
Una moglie ha 3 desideri da esaudire e li spreca.

#### Blind Alleys
Una rivolta in un ospizio per ciechi.